# Бартелсо (Илиноис)
Бартелсо (енгл. Bartelso) град је у америчкој савезној држави Илиноис.

## Демографија
По попису из 2010. године број становника је 595, што је 2 (0,3%) становника више него 2000. године.
| Група             | 2000.       | 2010.       |
| Белци             | 584 (98,5%) | 585 (98,3%) |
| Афроамериканци    | 0 (0,0%)    | 4 (0,7%)    |
| Азијати           | 1 (0,2%)    | 0 (0,0%)    |
| Хиспаноамериканци | 0 (0,0%)    | 5 (0,8%)    |
| Укупно            | 593         | 595         |